# Поліна Нестерова
Нестерова Поліна Анатоліївна (нар. 21 травня 2001, місто Кривий Ріг, Дніпропетровська область) — українська аторка та режисерка театру та кіно.

## Життєпис
Народилась 21 травня 2001 року у місті Кривий Ріг.
З дитинства займалась балетом в Народному художньому колективі театрі танцю Імідж, гімнастикою, плаванням та закінчила художню школу. Навчалась у Криворізькій Гімназії №95.
Після школи вступила до Київського національного університету культури і мистецтв, отримала диплом бакалавра (у 2022 році) та магістра (у 2024 році) за спеціальністю Режисер театру та кіно, майстерня Ахтема Сеітаблаєва.
У 2020 році, навчаючись на 2 курсі КНУКіМ, дебютувала як акторка— у т/с "Доброволець", режисер Ахтем Сеітаблаєв.
У 2021 році починає режисерську кар'єру у виставі "Легенди Бахчисарая" в ТЮГ у співпраці із майстром курсу. 
У 2022 році починає акторську театральну кар'єру, долучається до зйомок кліпів та реклам. 

## Фільмографія, зйомки
| Рік  | Назва                    | Роль             | Режисер                          |
| ---- | ------------------------ | ---------------- | -------------------------------- |
| 2020 | Т/с "Доброволець"        | Айтішніца Поліна | Ахтем Сеітаблаєв                 |
| 2023 | Фільм "Мирний 21"        | Дубляж           | Ахтем Сеітаблаєв                 |
| 2023 | Т/с "Жіночий Лікар"      | Зоя              | Павло Мащенко, Сергій Сотниченко |
| 2023 | Т/с "Розтин покаже"      | Медсестра        | Дмитро Андріянов                 |
| 2024 | Т/с "Рубан"              | Медсестра        | Дмитро Лактіонов                 |
| 2024 | Т/с "Одна велика родина" | Маша             | Сергій Сотниченко                |
| 2024 | Т/с "Ключі від правди"   | Віола            | Денис Тарасов, Заза Буадзе       |

## Ролі у театрі
| Рік  | Назва                                | Роль          | Режисер               |
| ---- | ------------------------------------ | ------------- | --------------------- |
| 2022 | "Повернення блудного батька"         | Донька Альона | Ілля Ноябрьов         |
| 2023 | "За двома зайцями" або "Голохвостий" | Місцева       | Анастасія Осмоловська |
| 2024 | "Боїнг-Боїнг Перезавантаження"       | Мішель        |                       |
| 2024 | "Експеримент або Симфонія Спокуси"   | Ірен          | Ілля Ноябрьов         |

## Режисерські роботи
| Рік  | Назва                                  |                                                              |
| ---- | -------------------------------------- | ------------------------------------------------------------ |
| 2021 | Перфоманс про Крим до Дня Незалежності | Михайлівська площа                                           |
| 2024 | "Efsane"                               | Національна музична академія України імені П.І. Чайковського |